# 루바슈카

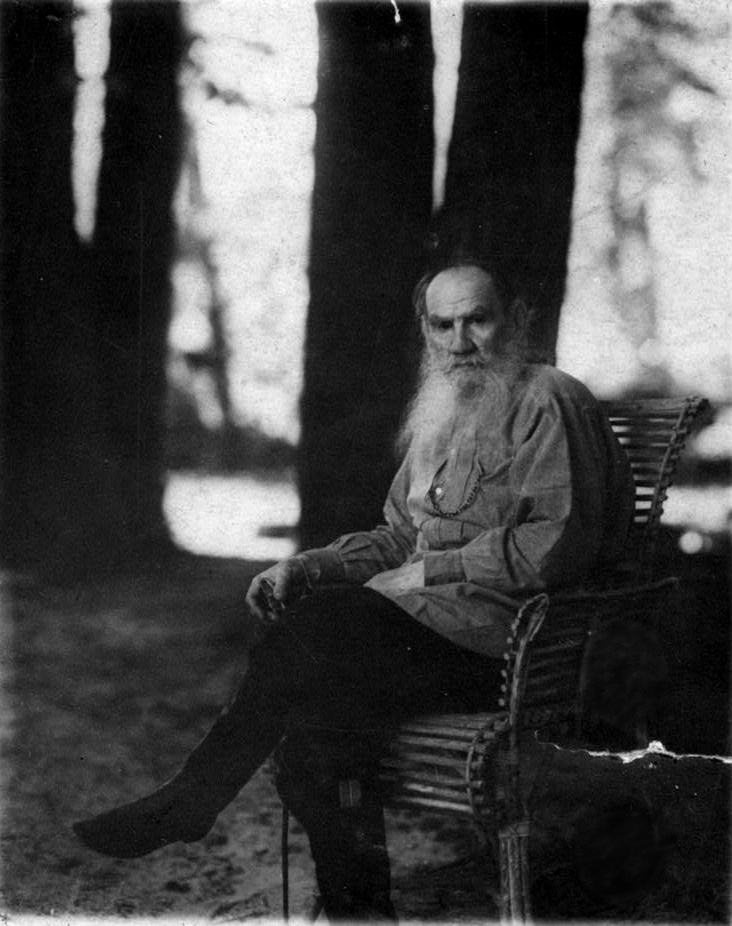
루바슈카를 입은 남자

루바슈카(영어: rubashka, 러시아어: рубашка)는 러시아의 민족 의상이다. 풀오버 타입의 셔츠이다. 소매가 길고 허벅지 중간까지 내려오며, 가슴께까지 있는 단추가 정 가운데에 있지 않고 왼쪽 혹은  오른쪽으로 쏠려있는 것이 특징이다. 목 쪽 카라나 소매에는 러시아 풍의 자수가 있다.
그리고 루바슈카는 여자들은 안 입고 남자들만 입는 전통의상이다.